# Alice Braga
Alice Braga Moraes (São Paulo, 15 de abril de 1983) é uma atriz brasileira. Estrelou filmes brasileiros, como Cidade de Deus, Entre Idas e Vindas e Cidade Baixa e estrangeiros, como I Am Legend, Repo Men, Predators, Elysium, Redbelt, Suicide Squad e o mais recente The Shack, além da série Queen of the South.

## Biografia
Alice Braga Moraes foi criada por uma família católica. Sua exposição ao mundo da atuação veio quando ainda era criança.  Seu pai, Ninho Moraes, é jornalista e sua irmã, Rita, é produtora de cinema. Alice quase sempre acompanhava sua mãe e sua tia, as atrizes Ana Braga e Sônia Braga, aos sets de filmagens. Antes de despontar como atriz, Alice chegou a cursar o 1º ano de Comunicação das Artes do Corpo na Pontifícia Universidade Católica de São Paulo, mas abandonou o curso aos 19 anos para investir na carreira de atriz. É fluente em português, espanhol e inglês.

## Carreira

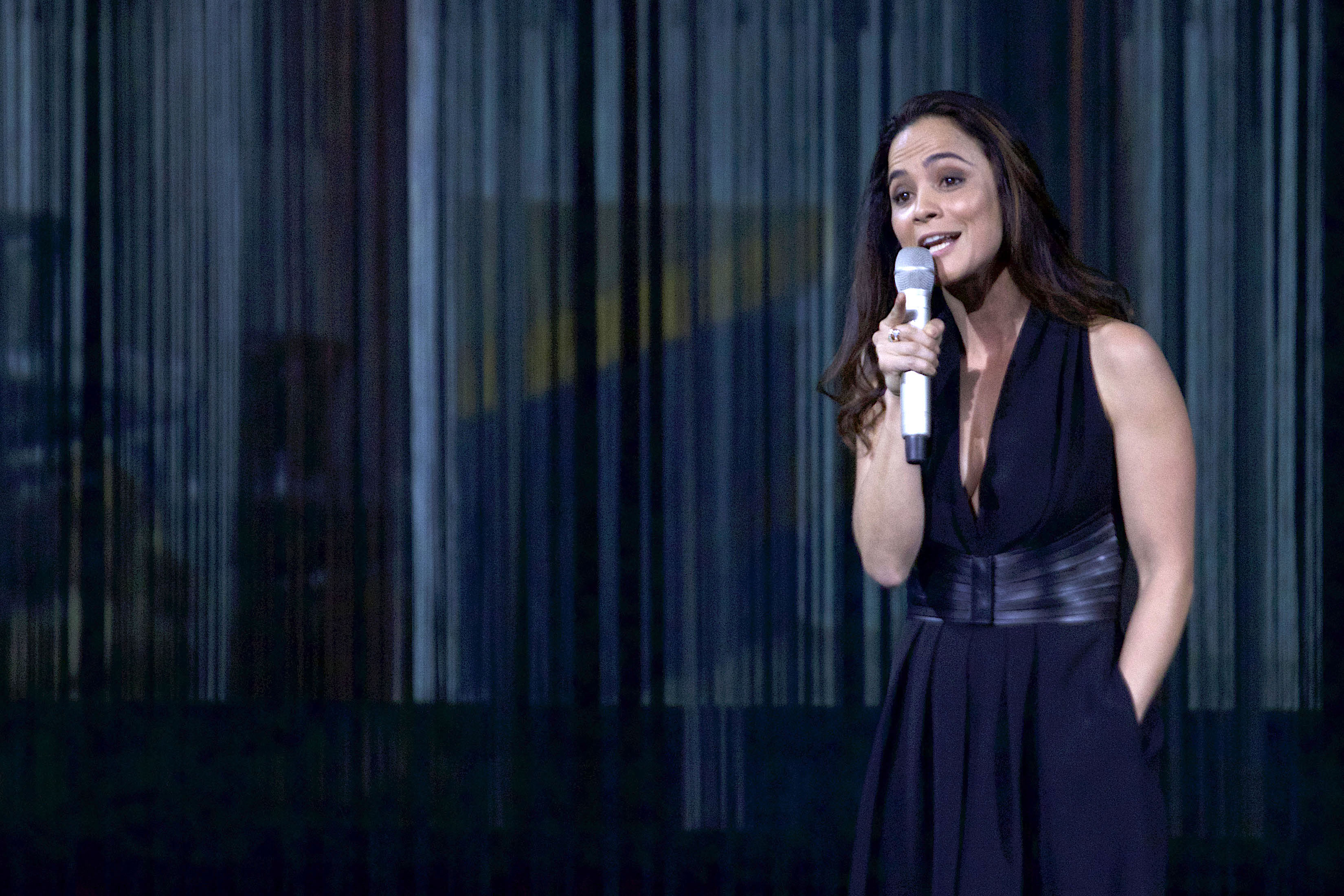
Alice no Prêmio Ibero-Americano de Cinema Fênix em 2018.

Começou sua carreira em peças de teatro e comerciais. Já adolescente começou a buscar papéis em televisão e filmes. Em 1998, Braga estreou no curta-metragem Trampolim. Em 2002 foi Angélica no filme Cidade de Deus, pela sua atuação foi indicada ao Grande Prêmio Cinema Brasil de Melhor Atriz Coadjuvante. Estudou por um tempo em uma universidade enquanto gravava o filme de 2005 Cidade Baixa e o de 2006 Only God Knows. Ganhou vários prêmios de Melhor Atriz por Cidade Baixa no Festival do Rio, Festival Internacional de Cinema de Verona e APCA. Atuou em um episódio da série Carandiru, Outras Histórias da Rede Globo.
Braga fez sua estreia em filmes estrangeiros em 2006 ao lado de Brendan Fraser, Mos Def e Caralina Sandino Mereno em Journey To The End Of The Night, que foi lançado no Tribeca Film Festival. Em 2007, Braga foi escalada ao lado de Will Smith no filme Eu Sou a Lenda, e no drama Território Restrito. Em 2008 estava no filme Redbelt ao lado de Chiwetel Ejiofor. Braga interpretou Beth no filme de ficção científica Repo Men. E no filme Predadores, filmado e produzido por Troublemaker Studios e Robert Rodriguez. Em 2007, participou do filme A Via Láctea de Lina Chamie. Em 2011, atuou no filme de terror O Ritual como Angelina Vargas, ao lado de Anthony Hopkins. Ela também está no filme de Walter Salles, On the Road. Participou de dois videoclipes do cantor Thiago Pethit. Em 2013, participou do filme Elysium e foi protagonista do filme de Latitudes atuando com Daniel de Oliveira, único filme também concebido pra TV e internet, dividido em oito episódios, exibido no YouTube e no canal TNT antes de chegar às salas. Em 2016, atuou como Marisol em O Duelo e estrela a série de televisão norte-americana para o canal USA Network, Queen of the South. No dia 25 de junho de 2018, foi convidada para integrar a Academia de Artes e Ciências Cinematográficas. Em julho, começou a rodar o filme Eduardo e Monica ao lado de Gabriel Leone, inspirado na música "Eduardo e Mônica" do Legião Urbana, interpretando Mônica.
Em 2020, Alice Braga dublou o filme Soul, da Pixar, interpretando a personagem Jerry, uma conselheira da alma abstrata.
Em 2023, interpretou Diana Cruz, uma mulher com poderes psíquicos, ao lado de Ben Affleck em Hypnotic. No mesmo ano, interpretou a médica e astronauta Sian Cruise na série de suspense investigativo Assassinato no Fim do Mundo.
Em outubro de 2024, Alice Braga foi confirmada no elenco da série Chamas da Vingança, seu primeiro trabalho na Netflix americana.

## Vida pessoal
Braga é bissexual; ela começou a namorar a atriz brasileira Bianca Comparato em 2017. Em novembro de 2023, elas terminaram o namoro.
No dia 19 de janeiro de 2021, Alice Braga criou uma conta no Twitter para pedir o impeachment do presidente Jair Bolsonaro. "Não tinha Twitter até hoje. Mas quis finalmente entrar aqui pra dizer: #ImpeachmentBolsonaroUrgente", escreveu a atriz na primeira postagem.
Em março de 2024, Alice começou a namorar a produtora Renata Brandão.

## Filmografia

### Cinema
| Ano  | Filme                           | Papel                    | Notas          |
| ---- | ------------------------------- | ------------------------ | -------------- |
| 1998 | Trampolim                       | Cláudia                  | Curta-metragem |
| 2002 | Cidade de Deus                  | Angélica                 |                |
| 2005 | Cidade Baixa                    | Karina                   |                |
| 2006 | Only God Knows                  | Dolores                  |                |
| 2006 | Journey to the End of the Night | Monique                  |                |
| 2006 | O Cheiro do Ralo                | Garçonete                |                |
| 2007 | A Via Láctea                    | Júlia                    |                |
| 2007 | Rummikub                        | Filha Paulista           | Curta-metragem |
| 2007 | Eu Sou a Lenda                  | Anna Montez              |                |
| 2008 | Redbelt                         | Sondra Terry             |                |
| 2008 | Ensaio Sobre a Cegueira         | Garota de Óculos Escuros |                |
| 2009 | Território Restrito             | Mireya Sanchez           |                |
| 2009 | Cabeça a Prêmio                 | Elaine                   |                |
| 2010 | Repo Men                        | Beth                     |                |
| 2010 | Predadores                      | Isabelle                 |                |
| 2011 | O Ritual                        | Angelina                 |                |
| 2011 | Na Estrada                      | Terry                    |                |
| 2012 | Cidade de Deus - 10 Anos Depois | Ela mesma                |                |
| 2012 | Uma Vida Inteira                | Mulher                   | Curta-metragem |
| 2013 | Latitudes                       | Olivia                   |                |
| 2013 | Elysium                         | Frey Santiago            |                |
| 2014 | Os Amigos                       | Júlia                    |                |
| 2014 | Kill Me Three Times             | Alice Taylor             |                |
| 2014 | El Ardor                        | Vânia                    |                |
| 2015 | Muitos Homens Num Só            | Eva                      |                |
| 2016 | O Duelo                         | Marisol                  |                |
| 2016 | Entre Idas e Vindas             | Sandra                   |                |
| 2017 | A Cabana                        | Sophia                   |                |
| 2020 | The New Mutants                 | Cecília Reyes            |                |
| 2020 | Soul                            | Counselor Jerry A (voz)  |                |
| 2021 | 22 vs. Earth                    | Counselor Jerry A (voz)  | Curta-metragem |
| 2021 | The Suicide Squad               | Solsoria                 |                |
| 2022 | Eduardo e Mônica                | Mônica                   |                |
| 2023 | Hypnotic – Ameaça Invisível     | Diana Cruz               |                |
| 2023 | Share                           | [ 24 ]                   |                |
| 2024 | Arca de Noé                     | Nina (voz)               | Voz original   |

### Televisão
| Ano       | Título                       | Personagem     | Notas                            | Emissora           |
| --------- | ---------------------------- | -------------- | -------------------------------- | ------------------ |
| 2005      | Carandiru, Outras Histórias  | Vânia          | Episódio: "Ezequiel, o Azarado"  | TV Globo           |
| 2010      | Superbonita                  | Apresentadora  |                                  | GNT                |
| 2012      | As Brasileiras               | Mirtes         | Episódio: "A Indomável do Ceará" | TV Globo           |
| 2014      | A Mulher da Sua Vida         | Roberta        | Episódio: "27 de julho"          | TV Globo           |
| 2016–2021 | Queen of the South           | Teresa Mendoza |                                  | USA Network        |
| 2018      | Samantha!                    | Symantha       | Episódio: "7"                    | Netflix            |
| 2020      | We Are Who We Are            | Maggie         |                                  | HBO                |
| 2023      | Um Homicídio no Fim do Mundo | Sian           |                                  | Hulu Star+ Disney+ |
| 2024      | Dark Matter                  | Amanda Lucas   |                                  | Apple TV+          |

### Videoclipe
| Ano  | Canção        | Artista       |
| ---- | ------------- | ------------- |
| 2011 | "Nightwalker" | Thiago Pethit |
| 2012 | "Pas de Deux" | Thiago Pethit |

## Prêmios e indicações
| Ano  | Prêmio                                            | Categoria                      | Nomeações                   | Resultado |
| ---- | ------------------------------------------------- | ------------------------------ | --------------------------- | --------- |
| 2003 | Grande Prêmio do Cinema Brasileiro                | Melhor Atriz Coadjuvante       | Cidade de Deus              | Indicado  |
| 2005 | Verona Love Screens Film Festival                 | Melhor Atriz                   | Cidade Baixa                | Venceu    |
| 2005 | Prêmio APCA                                       | Melhor Atriz em Cinema         | Cidade Baixa                | Venceu    |
| 2005 | Festival de Cinema do Rio                         | Melhor Atriz                   | Cidade Baixa                | Venceu    |
| 2005 | Festival Internacional de Cinema de Miami         | Menção Especial                | Cidade Baixa                | Venceu    |
| 2006 | Prêmio Contigo! de Cinema Nacional                | Melhor Atriz                   | Cidade Baixa                | Venceu    |
| 2006 | Festival Sesc Melhores Filmes                     | Melhor Atriz (voto do público) | Cidade Baixa                | Venceu    |
| 2006 | Festival Sesc Melhores Filmes                     | Melhor Atriz (voto do júri)    | Cidade Baixa                | Venceu    |
| 2006 | Prêmio ACIE de Cinema                             | Melhor Atriz                   | Cidade Baixa                | Venceu    |
| 2006 | Prêmio Guarani de Cinema Brasileiro               | Melhor Atriz                   | Cidade Baixa                | Venceu    |
| 2006 | Prêmio Guarani de Cinema Brasileiro               | Melhor Revelação               | Cidade Baixa                | Venceu    |
| 2007 | Grande Prêmio do Cinema Brasileiro                | Melhor Atriz                   | Cidade Baixa                | Venceu    |
| 2008 | Grande Prêmio do Cinema Brasileiro                | Melhor Atriz Coadjuvante       | O Cheiro do Ralo            | Indicado  |
| 2008 | Festival Sesc Melhores Filmes                     | Melhor Atriz (voto do público) | A Via Láctea                | Venceu    |
| 2008 | Festival Paulínia de Cinema                       | Menina de Ouro                 | Ensaio Sobre a Cegueira     | Venceu    |
| 2008 | Black Reel Awards                                 | Melhor Atriz Coadjuvante       | Ensaio Sobre a Cegueira     | Indicado  |
| 2009 | Grande Prêmio do Cinema Brasileiro                | Melhor Atriz Coadjuvante       | Ensaio Sobre a Cegueira     | Indicado  |
| 2009 | Festival de Cinema do Rio                         | Melhor Atriz                   | Cabeça a Prêmio             | Venceu    |
| 2010 | Festival de Cinema de Punta del Este              | Melhor Atriz                   | Cabeça a Prêmio             | Venceu    |
| 2011 | Grande Prêmio do Cinema Brasileiro                | Melhor Atriz                   | Cabeça a Prêmio             | Indicado  |
| 2011 | Prêmio Guarani de Cinema Brasileiro               | Melhor Atriz                   | Cabeça a Prêmio             | Indicado  |
| 2014 | Cine PE - Festival do Audiovisual                 | Melhor Atriz em Longa-metragem | Muitos Homens Num Só        | Venceu    |
| 2015 | Grande Prêmio do Cinema Brasileiro                | Melhor Atriz Coadjuvante       | Os Amigos                   | Indicado  |
| 2016 | Grande Prêmio do Cinema Brasileiro                | Melhor Atriz                   | Muitos Homens Num Só        | Indicado  |
| 2017 | Grande Prêmio do Cinema Brasileiro                | Melhor Atriz Coadjuvante       | Entre Idas e Vindas         | Indicado  |
| 2017 | Imagen Foundation Awards                          | Melhor Atriz – Televisão       | Queen of the South          | Indicado  |
| 2018 | Imagen Foundation Awards                          | Melhor Atriz – Televisão       | Queen of the South          | Indicado  |
| 2019 | Imagen Foundation Awards                          | Melhor Atriz – Televisão       | Queen of the South          | Indicado  |
| 2020 | Imagen Foundation Awards                          | Melhor Atriz – Televisão       | Queen of the South          | Indicado  |
| 2021 | Imagen Foundation Awards                          | Melhor Atriz – Televisão       | Queen of the South          | Indicado  |
| 2021 | Latino Entertainment Journalists Association Film | Melhor Performance de Voz      | Soul                        | Venceu    |
| 2021 | Prêmio Biscoito                                   | Melhor Ship                    | Alice e Bianca Comparato    | Indicada  |
| 2022 | Festival Sesc Melhores Filmes                     | Melhor Atriz Estrangeira       | O Esquadrão Suicida         | Indicada  |
| 2022 | SEC Awards                                        | Melhor Atriz Nacional em Filme | Eduardo e Mônica            | Indicada  |
| 2022 | CCXP Awards                                       | Melhor Atriz Filme (Brasil)    | Eduardo e Mônica            | Indicada  |
| 2022 | Los Angeles Brazilian Film Festival               | Melhor Atriz                   | Eduardo e Mônica            | Venceu    |
| 2022 | Acervo Awards                                     | Melhor Atriz em Filme          | Eduardo e Mônica            | Venceu    |
| 2023 | Prêmio APCA de Cinema                             | Melhor Atriz de Cinema         | Eduardo e Mônica            | Venceu    |
| 2023 | Festival Sesc Melhores Filmes                     | Melhor Atriz Nacional          | Eduardo e Mônica            | Indicado  |
| 2023 | Grande Prêmio do Cinema Brasileiro                | Melhor Atriz                   | Eduardo e Mônica            | Indicada  |
| 2023 | Prêmio Guarani de Cinema Brasileiro               | Melhor Atriz                   | Eduardo e Mônica            | Indicada  |
| 2023 | Festival de Cinema de Gramado                     | Troféu Kikito de Cristal       | —                           | Venceu    |
| 2024 | Festival Sesc Melhores Filmes                     | Melhor Atriz Estrangeira       | Hypnotic - Ameaça Invisível | Pendente  |